# Radio Ga Ga
Radio Ga Ga là một bài hát do ban nhạc Queen thực hiện, sáng tác bởi tay trống của ban nhạc là Roger Taylor. Bài hát là một lời bình luận về sự phát minh ra ti vi đã lấn át sự phổ biến của radio, và việc một người có thể lắng nghe các vở hài kịch ưa thích của họ, các chương trình khoa học viễn tưởng như thế nào v.v...cũng như là viết về sự phát minh ra video âm nhạc và MTV. Taylor ban đầu đã nghĩ rằng nó nên có tên là "Radio Ca-Ca" (có vẻ là hình như xuất phát từ giọng của cậu con trai đang tập đi của anh ta), một lời đả kích chống lại radio vì việc giảm sút sự đa dạng của chương trình và các loại nhạc được phát trên đài. Bài hát cuối cùng đã được đổi thành "Radio Ga Ga", nghe hay hơn, rõ ràng hơn và dễ uốn lưỡi phát âm hơn. Có một vài tin đồn rằng các nhà xuất bản đã phản đối cái tên bài hát này (caca theo tiếng Tây Ban Nha có nghĩa là shit tiếng Anh) với nghĩa rộng).
Taylor bắt tay vào viết bài hát tại Los Angeles, anh tự khóa mình trong một căn phòng với synthesizer và drum machine. Anh đã nghĩ rằng bài hát sẽ phù hợp với album sô lô của anh, nhưng khi cả ban nhạc nghe bài hát, John Deacon đã viết thêm nhạc cho phần bass và Freddie Mercury sửa lại cấu trúc bài hát và họ nghĩ rằng đây sẽ có thể là bài hát hay. Taylor sau đó đã đi nghỉ trượt tuyết và để cho Mercury sửa lại phần lời, hoà âm và tổ chức lại bài hát. Việc thu âm được tiến hành tại phòng thu Record Plant và có thêm sự tham gia của tay chơi đàn phím Fred Mandel, người mà sau này đã cộng tác với Supertramp và Elton John. Mandel đã đảm nhận sắp xếp phần bass điện tử. Phần thu âm này nghe thấy rõ âm thanh của Roland VP330 và vocoder.
Bài hát đã được phát hành như một đĩa đơn, và nó cũng có trong album The Works. Đĩa đơn này là một thành công của ban nhạc, vang dội khắp thế giới, đứng đầu trong bảng xếp hạng ở 20 quốc gia và đứng trong số 20 bài hát hay nhất ở 36 quốc gia. Bài hát đã có vị trí thứ 2 ở Anh và 16 ở Mỹ.
Queen đã chơi một đoạn ngắn, có tiết tấu nhanh hơn của bài "Radio Ga Ga" tại đêm diễn từ thiện Live Aid vào năm 1985. Nó là lời cảm ơn rộng khắp cho các khán giả đã tham gia vỗ tay liên tiếp theo theo nhịp điệp khúc bài hát (bắt chước theo như trong hình ảnh video).

## Video
Phần video âm nhạc của bài hát có cảnh trong bộ phim Metropolis — phần hát sô lô của Freddie Mercury trong bài "Love Kills" đã được sử dụng trong phiên bản lưu trữ của Giorgio Moroder. Tuy nhiên, Queen đã phải mua phần quyền tác giả cho phần biểu diễn trong phim từ chính phủ cộng sản Đông Đức, là tổ chức nắm giữ quyền tác giả lúc đó.
Trong cảnh "vỗ tay" của phim, nhịp đập khá hoàn hảo; các thành viên trong ban nhạc đã phải luyện tập chút ít trước khi thực hiện được đúng cách!
Những cảnh vỗ tay thêm đó được góp sức từ những người trong câu lạc bộ hâm mộ của ban nhạc.
Tên bài hát đã là cảm hứng cho Lady Gaga lấy tên nghệ danh của mình.

## Các phiên bản cover
- Paul Young đã hát bài này cùng Queen tại buổi hòa nhạc tưởng nhớ Freddie Mercury vào năm 1992.
- Bài hát đã có trong chương trình album Return Of The Champions thu âm từ buổi diễn Queen + Paul Rodgers vào năm 2005, do Roger Taylor và Paul Rodgers hát.
- Một phiên bản đã được sửa khá nhiều là được sử dụng như phần giới thiệu của We Will Rock You, một tác phẩm âm nhạc của Queen.
- Bài hát đã được Electric Six hát lại vào năm 2004. Video quay cận cảnh Dick Valentine, linh hồn của Electric Six và linh hồn của Freddie Mercury đang nhảy trên ngôi mộ của anh. Roger Taylor đã nói quan điểm của anh về phiên bản này của bài hát rằng video nhạt nhẽo và rằng anh sẽ "trông đợi royalties". Có thông tin cho rằng Brian May thì lại thích phiên bản này.